# Chlorotettix canolaterus
Chlorotettix canolaterus är en insektsart som beskrevs av Paul S. Cwikla och Freytag 1982. Chlorotettix canolaterus ingår i släktet Chlorotettix och familjen dvärgstritar. Inga underarter finns listade i Catalogue of Life.